# Adrian Lester
Pour les articles homonymes, voir Lester.
Adrian Lester, né Anthony Harvey le 14 août 1968 à Birmingham est un acteur britannique.

## Biographie
Adrian Anthony Lester, né Anthony Harvey le 14 août 1968, passa son enfance en Angleterre. Il est le fils d'immigrants Jamaïcains : Monica, secrétaire médicale, et Reginald, responsable d'une entreprise de nettoyage.
Il suit des cours d'art dramatique à l'École Royale d'art dramatique à Londres. 

### Carrière
Lester est notamment connu au Royaume-Uni pour son rôle dans la série Les Arnaqueurs VIP. Il a interprété le rôle d'Hamlet dans la mise en scène de Peter Brook en 2000 au théâtre des Bouffes du Nord à Paris.

### Vie privée
Il est marié à l'actrice Lolita Chakrabarti. Ils habitent au sud-est de Londres avec leurs deux filles, Lila et Jasmine.

## Filmographie

### Cinéma
- 1991 : La mort au bout des doigts
- 1995 : Liaison interdite : Ray
- 1996 : Company : Robert
- 1997 : Up On the Roof  : Scott
- 1997 :  Les Sœurs Soleil : Isaac Nelson
- 1998 : Primary Colors : Henry Burton
- 1999 : Storm Damage : Danny
- 2000 : Best : Rocky
- 2000 : Born Romantic : Jimmy
- 2000 :  Peines d'amour perdues : Dumaine
- 2001 : Dust : Edge
- 2004 : Le Jour d'après : Simon
- 2006 : Comme il vous plaira : Oliver De Boys
- 2006 : Amour et Conséquences : Pete
- 2007 : Spider-Man 3 : Dr Phil Wallace (scènes coupées)
- 2008 : Doomsday : Norton
- 2009 : Le Cas 39 : Wayne
- 2013 : Jimi : All Is by My Side : Michael X
- 2017 : Euphoria : Aron
- 2018 : Marie Stuart, reine d'Écosse de Josie Rourke : Lord Randolph
- 2026 : Mutiny de Jean-François Richet

### Télévision
- 2000 : Jason et les Argonautes : Orphée
- 2000 : Maybe Baby ou Comment les Anglais se reproduisent : George
- 2002 : Le Rideau final : Jonathan Stitch
- 2004-2006 : Les Arnaqueurs VIP : Mickey
- 2007 : Starting Out in the Evening
- 2007 : Ballet Shoes : Mr Sholsky
- 2008 : Being Human : La Confrérie de l'étrange
- 2008 : Bonekickers : Ben Ergha
- 2016 : Undercover : Nick Johnson
- 2017 : Riviera (série télévisée) : Robert Carver
- 2018 : Trauma (mini-série) : Jon Allerton
- 2020 : Staged : lui-même
- 2022 : The Undeclared War : Andrew Makinde

### Théâtre
2002 : La Tragédie d'Hamlet : Hamlet